# Raphaël Rouquier

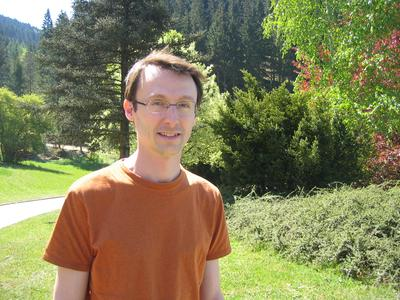
Raphaël Rouquier, 2007

Raphaël Rouquier (* 9. Dezember 1969 in Étampes) ist ein französischer Mathematiker, der sich mit Algebra befasst.
Rouquier studierte ab 1988 an der École normale supérieure in Paris. 1992 wurde er bei Michel Broué an der Universität Paris VII promoviert (Isotypies dans les groupes sporadiques). Davor war er ein Jahr an der Universität Cambridge bei John G. Thompson. Ab 1992 forschte er für das Centre national de la recherche scientifique (CNRS), bei der er 2003 Forschungsdirektor wurde, und habilitierte sich 1999. Er war Professor an der Universität Paris VII, ab 2005 an der Universität Leeds, ab 2007 an der Universität Oxford als Waynflete Professor für Reine Mathematik und Fellow des Magdalene College und ist Professor an der University of California, Los Angeles.
Er befasst sich mit homologischer Algebra, komplexen Reflexionsgruppen und „höherer“ Darstellungstheorie zum Beispiel von Liegruppen, endlichdimensionalen Algebren und derivierten Kategorien. Nach ihm, Mikhail Khovanov und Aaron D. Lauda sind Khovanov-Lauda-Rouqier-Algebren benannt, die aus der Kategorifizierung von Quantengruppen entstanden.
2006 erhielt er den Whitehead-Preis und 2009 den Adams-Preis. 2009 erhielt er den Prix Élie Cartan der Académie des sciences. 2006 war er Gastreferent auf dem Internationalen Mathematikerkongress in Madrid (Derived equivalences and finite dimensional algebras). Er ist Fellow der American Mathematical Society. Als Simons Investigator wird er von der Simons Foundation gefördert.
2020/21 war er am Institute for Advanced Study.